# Примакин, Иван Прокофьевич
Иван Прокофьевич Примакин (20.10.1928, д. Малые Савки, сейчас — Кировский район Калужской области — 29.12.2021, Кострома) — учёный в области зоотехнии и селекции крупного рогатого скота, заслуженный деятель науки Российской Федерации (1994).
Окончил зоотехнический факультет Московской ветеринарной академии (1953) и аспирантуру Костромского сельскохозяйственного института (1958, научный руководитель В. А. Шаумян). В 1953—1957 гг. зоотехник фермы № 2 крупного рогатого скота племсовхоза «Караваево» Костромского района.
Ассистент (1957), доцент (1958) и профессор (1981—1997) кафедры разведения сельскохозяйственных животных Костромского сельскохозяйственного института. Декан зоотехнического факультета (1960—1966), председатель советов по работе с костромской породой скота (1970), внедрению интенсивной технологии производства молока и селекции стада па высокий удой в учхозе «Заволжский» (с 1975 — «Костромской») (1975) и интенсификации животноводства в хозяйствах Костромского района (1981).
Кандидат (1959) и доктор (1981) сельскохозяйственных наук, темы диссертаций «Рост и развитие телят костромской породы крупного рогатого скота в неотапливаемом и отапливаемом телятниках»; «Теория и практика эффективного применения инбридинга в селекции молочно-мясного скота».

## Награды, поощрения
Заслуженный деятель науки РФ (1994). Награждён медалями «За доблестный труд в Великой Отечественной войне 1941—1945 гг.» (1945), «За доблестный труд. В ознаменование 100-летия со дня рождения В. И. Ленина» (1970), «За преобразование Нечерноземья РСФСР» (1990), «Ветеран труда» (1993), нагрудным знаком «Отличник высшего образования».

## Сочинения
Автор (соавтор) около 200 научных работ, обладатель авторского свидетельства на выведение нового заводского типа скота костромской породы «Караваевский КК-1» (соавтор).
- Теория и практика эффективного применения инбридинга в селекции молочно-мясного скота : диссертация … доктора сельскохозяйственных наук : 06.02.01. — Кострома, 1979. — 449 с. : ил.